# Новосельская, Вера Вадимовна
Ве́ра (Ари́на) Вади́мовна Новосе́льская (в девичестве Питаш; укр. Віра Вадимівна Новосельська; род. 14 января 1976, Свердловск) — украинский и российский государственный и политический деятель.
С 2009 по 2013 год — заместитель министра культуры Автономной Республики Крым. С 2013 по 2014 год — художественный руководитель Крымского академического театра кукол, более 8 лет являлась преподавателем Симферопольского музыкального училища им. П. И. Чайковского.
В ходе российской аннексии Крыма 27 февраля 2014 года назначена министром культуры Республики Крым. 22 ноября 2021 года отправлена в отставку в связи с утратой доверия.
Заслуженный работник культуры Российской Федерации (2015). Кандидат педагогических наук (2004).

## Биография
Родилась 14 января 1976 года в городе Свердловске (ныне Екатеринбург) Свердловской области в семье обрусевшего китайца. По словам самой Новосельской: 
Меня назвали китайским именем, которое тоже не прошло в ЗАГСе Орджоникидзовского района города Свердловска, и написали первое попавшееся: Вера — самое приближённое по звучанию к китайскому. Когда крошечную Веру принесли домой, то вся семья решила, что Верой малышка не будет, и стали называть её Ариной.
 В 1979 году семья переехала в Крым.
С 1983 по 1993 годы обучалась в средней школе № 3 города Симферополя, которую окончила с золотой медалью. В 1995 году окончила Симферопольское музыкальное училище имени П. И. Чайковского с отличием. С 1995 по 1999 годы обучалась в Донецкой государственной консерватории по специальности «фортепиано, орган». В 2004 году окончила аспирантуру Института проблем воспитания АПН Украины и защитила кандидатскую диссертацию на тему «Эстетическое воспитание учащихся в вальдорфских школах» (научный руководитель — к. п. н. Л. М. Масол).
Трудовую деятельность начала в 1994 году преподавателем по классу фортепиано в детской музыкальной школе № 1 города Симферополя. Затем восемь лет работала преподавателем Симферопольского музыкального училища им. П. И. Чайковского. С 2004 по 2006 годы — директором школы эстетического воспитания.
С 2007 по 2012 год на платной основе являлась помощником народного депутата Верховной рады Украины VI созыва от фракции «Партия регионов» Елены Нетецкой.
С 2009 года пришла на государственную службу на должность заместителя министра культуры Автономной Республики Крым. В июне 2013 года получила квалификацию магистра театрального искусства, режиссёра эстрады и массовых праздников, преподавателя специальных дисциплин.
С июня 2013 года по февраль 2014 года — художественный руководитель-директор Крымского академического театра кукол.
27 февраля 2014 года в ходе российской аннексии Крыма назначена министром культуры Республики Крым.
22 ноября 2021 года уволена с должности министра культуры Крыма в связи с утратой доверия.

## Скандалы
Весной 2021 года получила известность, выругавшись матом на заседании правительства республики Крым, которое транслировалось в прямом эфире. Новосельская была убеждена, что её никто не слышит, и произнесла фразу: «Да ёб твою мать! Поставили как обезьяне!» из-за технических проблем с её оборудованием. Глава Крымской республики поручил провести служебное расследование в связи с этим случаем.

## Уголовное дело

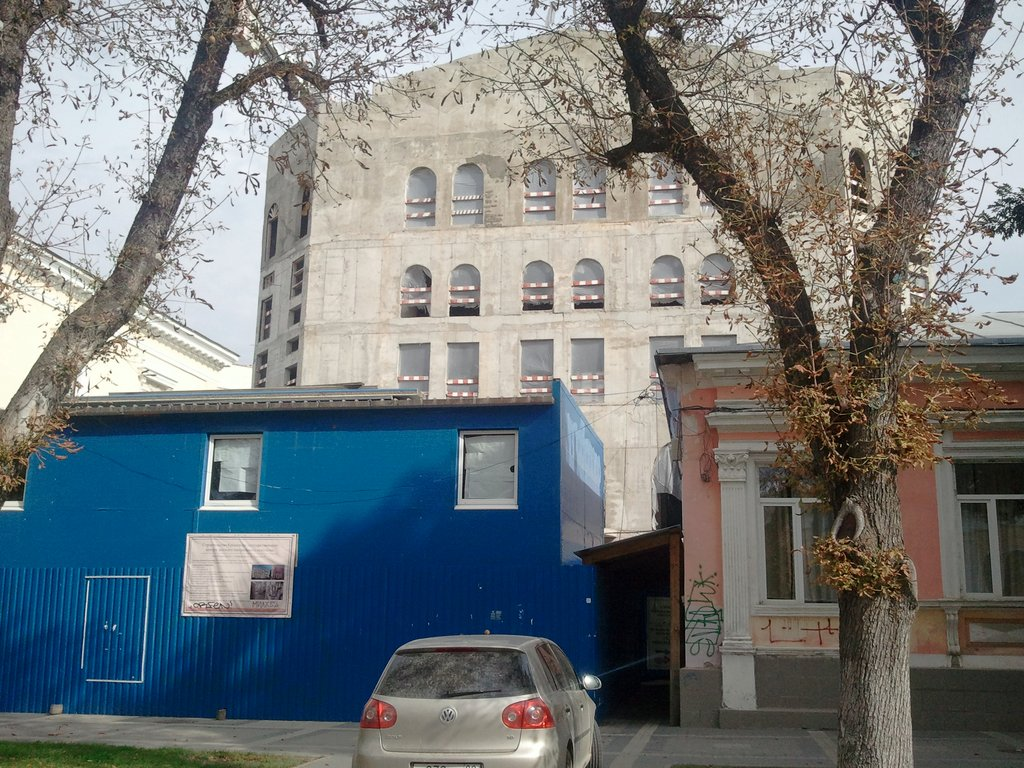
Заброшенная с 2018 года стройка Крымского государственного центра детского театрального искусства в Симферополе. Фото 2020 года.

18 ноября 2021 года задержана по обвинению в получении взятки в сумме 25 миллионов рублей от подрядной организации, занимающейся строительством регионального центра детского театрального искусства. В отношении Новосельской возбуждено уголовное дело по признакам преступления, предусмотренного ч. 6 ст. 290 УК РФ («Получение взятки в особо крупном размере»). Ей предъявлено обвинение.
По данным следствия, в 2018 году получила от бенефициара ООО «Меандр» взятку в размере 25 млн рублей за общее покровительство при выполнении строительно-монтажных работ при строительстве Крымского государственного центра детского театрального искусства.
Басманный суд Москвы 19 ноября отправил Новосельскую под арест на два месяца до 17 января 2022 года по делу о взятке, обвиняемая находится в изоляторе временного содержания. Суд продлил срок содержания под стражей до 27 января 2023 года, информация размещена на сайте Замоскворецкого суда города Москвы.
18 июля 2023 года Замоскворецкий суд приговорил Новосельскую к десяти годам колонии общего режима.
В апреле 2024 года подала заявление на участие в российском вторжении на Украину.

## Семья
- Отец — Вадим Николаевич Питаш (до 1976 — Питешан), работал судебным экспертом-криминалистом в военной прокуратуре, умер в 2016 году в возрасте 76 лет[6][19].
- Мать — Анна Ларионовна Питаш, врач-терапевт, работала в «Центре охраны материнства и детства» (Симферополь)[20][21].
- Брат — Сергей Вадимович Питаш (род. 1966, Тюменская область), заслуженный деятель искусств АР Крым (2010), поэт, инвалид с детства[22][23][24].
- Муж — Александр Евгеньевич Новосельский (род. 1949, Львов), нотариус, саксофонист, заслуженный деятель искусств АР Крым и Украины, член Общественной палаты Республики Крым (2014—2017)[6][25].

- Сын — Давид Александрович Новосельский (род. 2000), учился в медико-биологическом классе, в 2018 году поступил в Первый МГМУ им. Сеченова.

## Награды и звания
Украинские
- Почётное звание «Заслуженный деятель искусств Автономной Республики Крым» (18 октября 2010);

Российские
- Заслуженный работник культуры Российской Федерации (22 декабря 2015) — за заслуги в развитии отечественной культуры и искусства, многолетнюю плодотворную деятельность[28];
- Медаль «За возвращение Крыма» (Министерство обороны Российской Федерации, 17 апреля 2014);
- Почётная грамота Министерства культуры Российской Федерации;
- Ценный подарок председателя Государственного Совета Республики Крым;
- Медаль «За доблестный труд» (Крым) (13 марта 2015) — за мужество, патриотизм, активную общественно-политическую деятельность, личный вклад в укрепление единства, развитие и процветание Республики Крым и в связи с Днём воссоединения Крыма с Россией[29].
- Орден «За верность долгу» (Республика Крым, 17 января 2017) — за значительный личный вклад в развитие культуры Республики Крым, добросовестный труд, высокое профессиональное мастерство и в связи с Днём Республики Крым[30]
- Почётный знак «За заслуги в развитии культуры и искусства» (26 ноября 2015, Межпарламентская ассамблея СНГ) — за значительный вклад в формирование и развитие общего культурного пространства государств — участников Содружества Независимых Государств, в реализацию идей сотрудничества в сфере культуры и искусства[31]
- Почётный знак «За заслуги в развитии культуры и искусства» (21 ноября 2019, Межпарламентская ассамблея СНГ) — за значительный вклад в формирование и развитие общего культурного пространства государств — участников Содружества Независимых Государств, в реализацию идей сотрудничества в сфере культуры и искусства[32].